# Daniela Ternullo
Daniela Ternullo (Siracusa, 9 maggio 1975) è una politica italiana.

## Biografia
Nel 2017 si candida all'Assemblea regionale siciliana nella lista dei Popolari e Autonomisti, a sostegno del candidato presidente Nello Musumeci risultando essere la prima dei non eletti.
Il 3 aprile 2019 subentra all'Ars a Giuseppe Gennuso, sospeso dalla carica di deputato regionale. Inizialmente si iscrive al gruppo dei Popolari e Autonomisti - Idea Sicilia, ma il 1 luglio lascia il gruppo ed aderisce al gruppo Ora Sicilia.
Il 27 luglio 2019 decade dalla carica di deputata regionale a seguito del reintegro del deputato Gennuso.
Il 13 maggio 2020 torna definitivamente all'Ars in sostituzione del Deputato Gennuso, decaduto dalla carica.
Il 16 novembre 2020 lascia Ora Sicilia ed aderisce a Forza Italia.

### Senatrice
Nel 2022 si candida con Forza Italia al Senato della Repubblica alle elezioni politiche nella Circoscrizione Sicilia, risultando essere la prima dei non eletti. Il 19 gennaio 2023 subentra al posto di Gianfranco Miccichè, dimessosi in quanto membro dell'Assemblea regionale siciliana. Il 16 febbraio viene eletta segretaria d’aula con 77 voti.